# پترولا

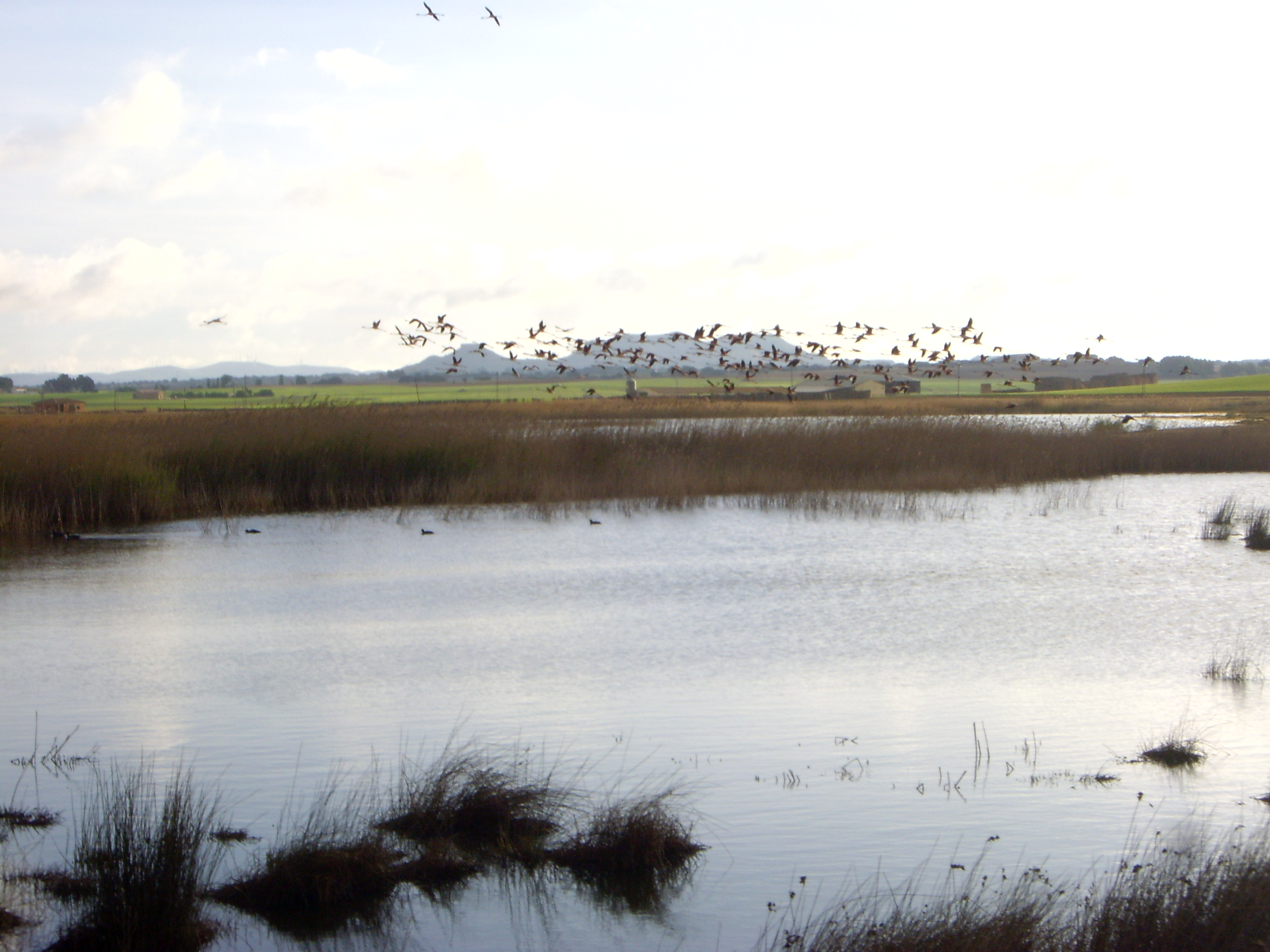
شرکت پترولا

پترلا یک شرکت تولیدی و بازرگانی میباشد 

این شرکت فعالیت خود را از سال 2018 با هد تولید و صادرات سود کاستیک پرک استارت زده است.